# Scale-A-Ton
Scale-a-Ton (pronunciado Skeleton) é o segundo álbum solo do rapper DJ Paul, membro do grupo hip hop Three 6 Mafia, o álbum lançado em 5 de maio de 2009. O álbum estreou no número 157 nas paradas do Billboard, vendendo 4.000 cópias na primeira semana de vendas. Em setembro de 2011, as vendas são de 200 mil.

 vendendo 4.000 cópias em sua primeira semana de vendas, em setembro de 2011, as vendas são 200.000.

## Lista de músicas
1. "Get Right" - 1:20
2. "You Don't Want It" (Feat. Lord Infamous) - 3:07
3. "Doin' All Da Doin'" - 2:49
4. "Stay Wit' me" - 3:12
5. "Jus' Like Dat???" - 2:57
6. "I Spoils" - 3:01
7. "She Wanna Get High" (Feat. Lord Infamous) - 3:03
8. "Walk Like a Stripper" - 2:57
9. "Liquor and Powder" - 2:57
10. "Jook" (Feat. Lord Infamous) - 3:28
11. "Bumpin'" - 3:04
12. "Pop a Pill" (Feat. Lord Infamous) - 3:15
13. "Fuckboy" (Feat. Lord Infamous) - 3:04
14. "Wanta Be Like You" - 3:55
15. "Gotta Eat" (Feat. Lord Infamous) - 3:04
16. "Don't Get Up On Me" - 3:12
17. "Ima Outlaw" - 3:24
18. "Internet Whore" (Feat. Lord Infamous) - 3:45
19. "I'm Drunk" (Feat. Lord Infamous) - 4:15
20. "I'm Alive" - 0:53